# Петар Салапура
Петар Салапура (Бјелај код Босанског Петровца, 20. август 1948 — Бања Лука, 31. децембар 2024) био је пуковник и начелник Управе за обавештајне послове Главног штаба Војске Републике Српске.

## Биографија

### Рат у Босни и Херцеговини
На његову иницијативу је основан 10. диверзантски одред.

### Хашки трибунал
Појавио се у Међународном кривичном суду за бившу Југославију у Хагу, као сведок тужилаштва у процесима против генерала Ратка Младића и генерала Здравка Толимира, али и као сведок одбране Радована Караџића. У консолидованој измењеној оптужници у предмету Толимир, Милетић, Гверо, Пандуревић, Поповић, Беара, Николић, Трбић и Боровчанин, означен је као део удруженог злочиначког подухвата с циљем присилног депортовања и протеривања босанских муслимана из Сребренице и Жепе и убијања војно способних мушкараца, заједно са Караџићем, Младићем, Крстићем и осталим оптуженима.
На сведочењу у процесу против генерала Младића, Салапура је 20. јуна 2013. године изјавио да је Главни штаб ВРС знао за стрељања у Сребреници 1995. године.
Преминуо је 31. децембра 2024. године у Бања Луци, после краће болести.